# Nagamaki
La nagamaki (長巻, literalment 'llarg embolcall') és una arma japonesa que va ser popular entre els segles xii i xiv. També és coneguda com a nagamaki-naoshi.

## Història
La nagamaki fou desenvolupada a mitjans del període Muromachi. Avui dia és un rar objecte de col·leccionista, i unes poques arts marcials ensenyen la seua tècnica.

## Manufactura
No hi ha regles sòlides que dictaminen els aspectes de la forja de la nagamaki. Al contrari que el wakizashi, el tantō i la katana, que van tenir una història de mesures estricta respecte al nagasa, i fins i tot el tsuka en alguns casos; la nagamaki variava en nagasa, longitud (tang) de nagako, estil de kissaki, etc.
Fulles nues de nagamaki són fulles del tipus de la longitud de la katana amb típica grandària katana tang (18–26 cm).
Aquest tipus podria haver tingut koshirae en un estil tachi o katana, així com un estil nagamaki. no obstant això hi ha exemples de *nagamaki amb un nagako(tang) bastant llarg, que podria ser adaptat a un mànec més llarg per a crear una arma d'asta i ocupar-se, de fet, com una naginata. Totes les espases tradicionals japoneses s'ajusten a l'empunyadura molt estretes, preferentment, i es mantenen en el seu lloc amb un mekugi (tascó de bambú), que s'ajusta a través d'un mekugi-ana (un forat en el tang i l'empunyadura). Aquesta és, de fet, un acoblament molt resistent quan es fa correctament, i permet desmuntar fàcilment la fulla nua.
D'ordinari la katana tenia un només mekugi, i s'han trobat nagamaki amb dos o més mekugi. Sempre hi ha variacions en el mekugi. El fet que tinga un mekugi el convertisca en una arma de fil samurai legalment al Japó, ja que hi ha utensilis de pesca que d'altra manera serien com una arma samurai si no fora per l'absència d'una empunyadura amb mekugi.
La longitud de la fulla varia en una nagamaki. Tanmateix, la nagasa encaixa en el perfil d'un *tachi o una fulla de katana, el que seria una fulla de més de 2 shaku (60.6 cm, aprox.) de longitud. el tsuka (empunyadura) solia tenir una mitjana de 75cm. Generalment, el tsuka d'aquesta arma és un poc més llarga que la fulla, potser igual en longitud a la saya (beina). Encara que la nagamaki significa "llarg embolcall", s'han trobat sense ito (corda) en absolut, el que se sembla molt a l'empunyadura d'un tachi llarg. El tsukamaki (embolcall de l'empunyadura) és fins i tot de major importància quan s'aplica al tsuka d'una nagamaki atès que la corda ajuda a enfortir el tsuka en gran manera. Els nagamaki oposats sense embolcall de l'empunyadura solen tenir almenys brides de metall al voltant de l'empunyadura on es troba el tang.

## Curiositats
Les espases èlfiques que apareixen en la trilogia  El senyor dels anells, conegudes com a Lhang, es pensa que estan inspirades en el nagamaki o Pudao (són les espases que duu la infanteria elfa tant en l'abisme de Helm, com en el preludi).
Nagamaki és també un plat de carn servit en la cuina asiàtica: un tros de carn és aplanat, embolicat i lligat al voltant de cebes, que finalment es couen.
L'heroi del joc Myth 2: soulblighter brande una nagamaki com la seua arma preferida.
Hiro Nakamura, un dels personatges principals de la sèrie dramàtica de ciència-ficció Herois, tria usar la nagamaki que comprà el seu amic Ando, en lloc de la seua katana, per a enfrontar-se al brètol Sylar, anunciant que el que compta no és l'espasa, sinó l'home que la brande.
Una Nagamaki és també el personatge de ficció Lyon del videojoc Suikoden V usa com arma.